# Ðuli
Ðuli (cyr. Ђули) – wieś w Czarnogórze, w gminie Pljevlja. W 2011 roku liczyła 7 mieszkańców.